# MÁV-Baureihe 402
Die Fahrzeuge der MÁV-Baureihe 402 waren Schlepptenderlokomotiven der Ungarischen Staatsbahnen (MÁV) für die Beförderung von Eilgüterzügen mit 150 Achsen. Die Lokomotive wurde auf Grund ihrer Achslast nur in zwei Exemplaren hergestellt und war bis 1968 im Einsatz.

## Geschichte
Die Lokomotive entstand mit den bewährten Konstruktionselementen der MÁV-Baureihe 424, wie Kessel, Dampfzylinder, Triebwerk sowie dem Tender. Vorgesehen waren sie für den Kohleverkehr zwischen Budapest und Tatabánya. Einsätze zeigten, dass sie sich hier gut bewährten und ihr Aufgabengebiet wirtschaftlicher als die Reihe 424 erfüllen konnten. Ihre weitere Verbreitung wurde dadurch verhindert, dass zum Zeitpunkt ihres Entstehens nur wenige Strecken der ungarischen Staatsbahnen für 16 t Achslast ausgelegt waren. Außerdem schlingerte sie bei höheren Geschwindigkeiten ab 50 km/h oft, was an der Seitenverschiebbarkeit der vierten Achse lag.
Aus all diesen Gründen wurde Anfang der 1940er Jahre eine fünfachsige Lokomotive für den gleichen Verwendungszweck bei der MÁVAG in Budapest bestellt, die die Bezeichnung 524 erhalten sollte. Von dieser ersten Bestellung von zehn Lokomotiven waren die Teile bereits fertiggestellt, die Lokomotiven konnten allerdings aus Kriegsgründen nicht komplettiert werden. Die Lokomotiven der Reihe 402 wurden 1951 (402 002) und 1968 (402 001) ausgemustert.

## Technik
Die vordere Laufachse war als Adamsachse ausgebildet. Die zweite Kuppelachse hatte um 15 mm geschwächte Radreifen und die vierte Achse besaß ±30 mm Seitenspiel. Das führte bei der Lok zu einem festen Achsstand von 3.600 mm.
Die Kraftmaschine war von der MÁV-Baureihe 424 übernommen worden. Zur Verwendung von heimischer Kohle, und um die Schlackenreste leichter entfernen zu können, waren die Lokomotiven mit einem Drehrost ungarischer Konstruktion ausgerüstet. Sie besaßen ebenso Reiniger für das Kesselspeisewasser. Zur Bremsung der mit 50 km/h zu befördernden Kohlezüge mit hoher Achszahl diente eine Doppelverbundluftpumpe Bauart Knorr-Nielebock.